# 鈴木惣一朗
鈴木 惣一朗（すずき そういちろう、1959年5月11日 - ）は、日本の音楽家、音楽プロデューサー。

## 来歴
1959年静岡県生まれ。レゲエバンド、エイドバンドを結成。その後、佐藤幸雄、佐野由枝らとのすきすきスウィッチを経て、エブリシング・プレイ、ワールド・スタンダードなどのグループで活動。音楽プロデューサーとしても、多くの音楽家を担当している。2013年、同い年の直枝政広（カーネーション）とSoggy Cheeriosを結成。茂木隆行、小柳帝、小林深雪と「GAZETTE4」を結成して書籍『モンド・ミュージック』シリーズを執筆するなど、文筆家としても活動している。

## 音楽作品

### ワールド・スタンダード名義
- 『音楽列車』（レーベル：ノン・スタンダード/テイチク）
- 『ダブルハピネス』12インチシングル（レーベル：ノン・スタンダード/テイチク）
- 『アロー』（レーベル：ノン・スタンダード/テイチク）
- 『ワールドスタンダード2』（レーベル：FOA）
- 『Country Gazette』（レーベル：デイジーワールド/シナジー幾何学）
- 『MOUNTAIN BALLAD』（レーベル：デイジーワールド/Rewind）
- 『Jump for Joy』（レーベル：デイジーワールド/cutting edge、2002年）
- 『雪花石膏』（レーベル：デイジーワールド/cutting edge、2004年）
- 『花音（かのん）』（レーベル：デイジーワールド/コロムビアミュージックエンタテインメント、2008年）
- 『シレンシオ(静寂)』（レーベル：デイジーワールド/ワンワード、2010年）
- 『みんなおやすみ』（レーベル：ステラ/インパートメント、2011年）
- 『Music for Ringing』（『耳鳴りに悩んだ音楽家がつくったCDブック』付録、DU BOOKS/ディスクユニオン、2018年）
- 『色彩音楽』（レーベル：Stella/Inpartmaint、2020年11月28日）

### エブリシング・プレイ名義
- 『ルールーモナムール』（レーベル：クラウン）
- 『POSH』（レーベル：クラウン）
- 『Everything play』（レーベル：クラウン）

### 鈴木惣一朗名義
- 『腑抜けども、悲しみの愛を見せろ オリジナル･サウンドトラック』（レーベル：P-VINE、2007年）

### Soggy Cheerios名義
- 『1959』（2013年）

## 音楽作品（主なプロデュース、参加作品）
- すきすきスウィッチ『忘れてもいいよ』(1983年)
- 『Echos of Youth』(1984年)
- 『失われたボールをもとめて 寺山修司トリビュート』(1993年)
- あがた森魚
  - 『少年歳時記』(1993年)
  - 『オートバイ少女〜イメージサウンドトラック盤』(1994年)
  - 『第七東映アワー』(1996年)
  - 『港のロキシー』(1999年）
- 田辺マモル
  - 『およげ!たいやきくん』(1997年)
  - 『田辺マモルのフライ・ハイ』(1997年)
  - 『リス('98春バージョン) 』(1998年)
  - 『「プレイボーイのうた」』(1999年)
  - 『好きだっちゅうねん』(1999年)
- イノトモ
  - 『坂道』(2000年)
  - 『風の庭』(2000年)
  - 『やさしい手。』(2000年)
- NOAHLEWIS’MAHLON TAITS『NOAHLEWIS’ MAHLON TAITS』(2001年)
- 高田漣
  - 『LULLABY』(2002年)
  - 『Wonderful World』(2003年)
  - 『RT』(2004年）
- NOAHLEWIS’MAHLON TAITS
  - 『Sitting on bottom of the world』(2003年)
  - 『PLAYS』(2005年)
- ハナレグミ
  - 『レター』(2003年)
  - 『さらら』(2003年)
- 湯川潮音
  - 『逆上がりの国』(2004年)
  - 『湯川潮音』(2006年)
  - 『紫陽花の庭』(2006年)
- りんごの子守唄
  - 『Apple Of Her Eye 』(2005年)
  - 『Apple Of His Eye』(2006年)
  - 『Apple Of Our Eye』(2007年)
  - 『Apple Of Your Eyes』(2008年)
- ビューティフルハミングバード
  - 『空へ』(2006年)
  - 『カレン』(2007年)
  - 『光る翼』(2007年)
  - 『呼吸』(2007年)
- 中納良恵『ソレイユ』(2007年)
- 笹倉慎介『ロッキンチェア・ガール』(2008年)
- PoPoyans『祝日』(2008年）
- 『雪と花の子守唄-バカラック・ララバイ集-』(2009年)
- 羊毛とおはな『月見草』(2011年)
- 『アマールカの子守唄』(2011年)
- ESTACSION
  - 『少女歳時記<冬>』(2015年)
  - 『もうひとつの冬』(2016年)

## 著書
- 『モンド・ミュージック』（GAZETTE4名義、1995年）
- 『モンド・ミュージック2』（GAZETTE4名義、1996年）
- 『モンド・ミュージック2001』（GAZETTE4名義、1999年）
- 『ひとり ALTOGETHER ALONE』（GAZETTE4名義、1999年）
- 『モンドくん日記』（2001年）
- 『ワールド・スタンダード・ロック』（「2002年）
- 『細野晴臣 分福茶釜』（聞き手として、2008年）
- 『細野晴臣 録音術　ぼくらはこうして音をつくってきた』（2015年）
- 『耳鳴りに悩んだ音楽家がつくったCDブック【付録CD:Music for Ringing by WORLD STANDARD】』（2018年）

## 映画出演
- 『告白』（2010年、東宝） - 教授 役